# Абдельмалек Селлаль
Абдельмалек Селлаль (араб. عبد المالك سلال; нар. 1 серпня 1948, Константіна, Алжир) — алжирський державний діяч. З 3 вересня 2012 року є прем'єр-міністром Алжиру.

## Біографія

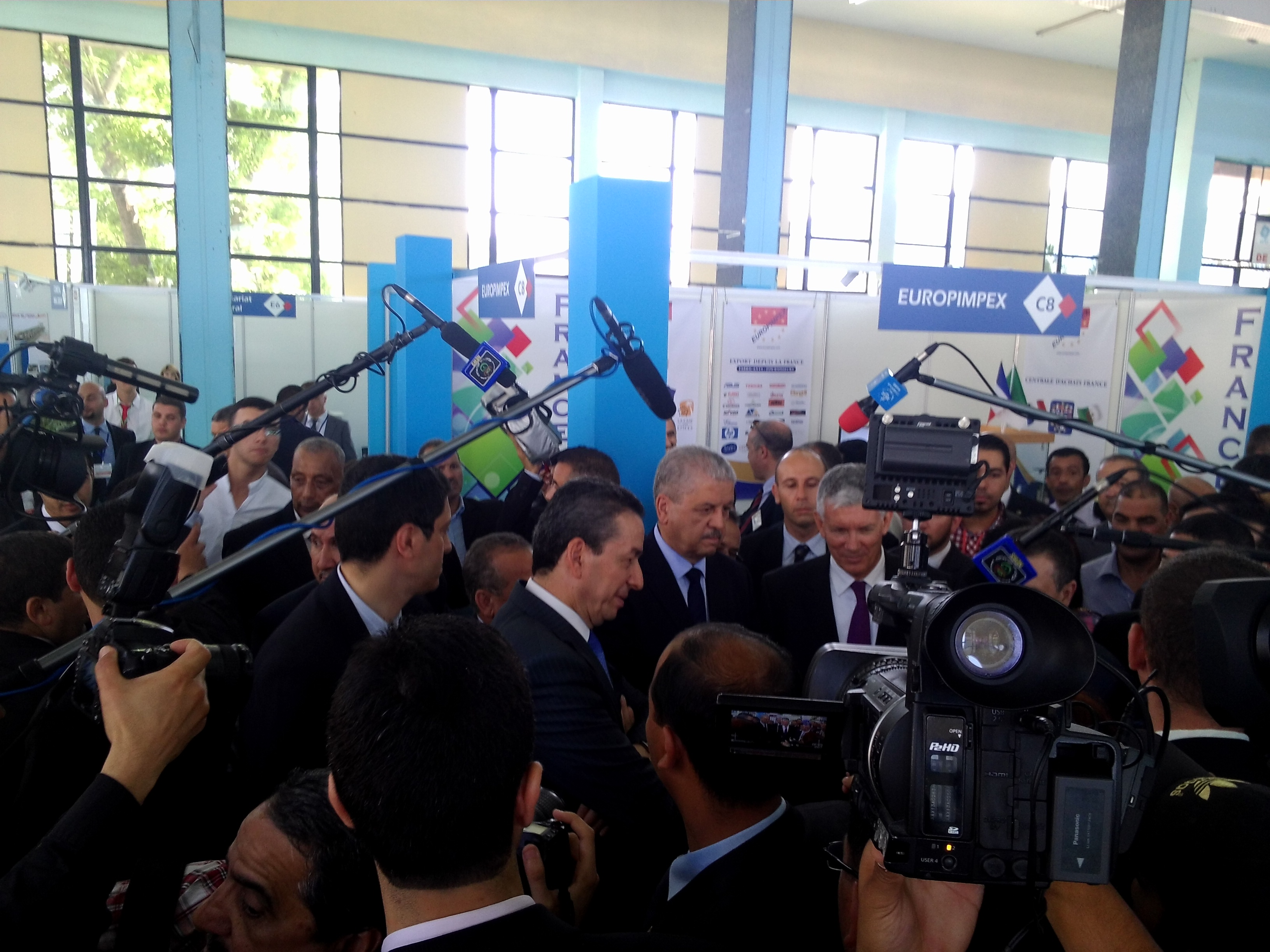
Прем'єр-міністр Алжиру відвідує виставку

Народився 1 серпня 1948 року в Константіні. Закінчив Національний коледж управління 1974 року, захистив диплом за фахом «Дипломатія». З 1975 року займав різні державні посади в уряді Алжиру. У лютому 2022 року Абдельмалек Селлал був госпіталізований до ЦХУ Мустафа-Пача в Алжирі через зараження варіантом Covid-19 Omicron і мав проблеми зі здоров’ям, пов’язані з останнім.

## Родина
Одружений, має трьох дітей.